# Liste der Kulturdenkmale in Ettersburg
In der Liste der Kulturdenkmale in Ettersburg sind alle Kulturdenkmale der thüringischen Gemeinde Ettersburg (Landkreis Weimarer Land) und ihrer Ortsteile aufgelistet (Stand: 26. April 2012).

## Ettersburg
Denkmalensemble
| Bild                                    | Bezeichnung                               | Lage                                                                                       | Datierung | Beschreibung | ID |
| --------------------------------------- | ----------------------------------------- | ------------------------------------------------------------------------------------------ | --------- | ------------ | -- |
| Direkt Bild zu diesem Denkmal hochladen | Gehöftzeile an der oberen Dorfstraße mit: | Dorfstraße 43, 44, 45, 46, 47, 48, 49, 50, 51, 52 (alte Nummerierung, neu 8, 10, 12....24) |           |              |    |

Einzeldenkmal
| Bild                                    | Bezeichnung                                                      | Lage                                  | Datierung | Beschreibung | ID |
| --------------------------------------- | ---------------------------------------------------------------- | ------------------------------------- | --------- | ------------ | -- |
| weitere Bilder Fotos hochladen          | Schloss                                                          | Am Schloß 1, 99439 Ettersburg (Karte) |           |              |    |
| weitere Bilder Fotos hochladen          | Kirche                                                           | (Karte)                               |           |              |    |
| Direkt Bild zu diesem Denkmal hochladen | Gedenkstätte für drei sowjetische Kinder und ein polnisches Kind | Friedhof                              |           |              |    |
| Direkt Bild zu diesem Denkmal hochladen | Gehöft                                                           | Dorfstraße 20 (ehemals 46)            |           |              |    |
| Direkt Bild zu diesem Denkmal hochladen | ehemaliges Schulgebäude                                          | Schulstraße 3                         |           |              |    |
| Direkt Bild zu diesem Denkmal hochladen | ehemaliges Forsthaus                                             | Waldstraße 3                          |           |              |    |
| Direkt Bild zu diesem Denkmal hochladen | Parkanlage Straße nach Ramsla (Allee)                            | Ettersburger Straße                   |           |              |    |

Kulturdenkmal
| Bild                           | Bezeichnung                                                     | Lage                                  | Datierung | Beschreibung | ID |
| ------------------------------ | --------------------------------------------------------------- | ------------------------------------- | --------- | ------------ | -- |
| weitere Bilder Fotos hochladen | Schloss, Schlosspark, Gutshof, Kirche, Forsthaus, und Alte Burg | Am Schloß 1, 99439 Ettersburg (Karte) |           |              |    |

Bodendenkmale
| Bild                                    | Bezeichnung                | Lage | Datierung | Beschreibung | ID |
| --------------------------------------- | -------------------------- | --- | --------- | ------------ | -- |
| Direkt Bild zu diesem Denkmal hochladen | Ortsbefestigung (Schanze)  | Nordrand der alten Dorfanlage                                                                                    |           |              |    |
| Direkt Bild zu diesem Denkmal hochladen | Steinkreuz                 | Scheunenstraße, am Ortsausgang neben dem Transformator                                                           |           |              |    |
| weitere Bilder Fotos hochladen          | Steinmahl, Der lange Stein | 100 m vor der Kirche auf dem Dorfplatz, jetzt als Steinbank auf der linken Seite des Platzes aufgestellt (Karte) |           |              |    |
| Direkt Bild zu diesem Denkmal hochladen | Die Burg                   | Nach Nordwesten vorspringender, vom Dorf nur durch eine Bachsenke getrennter Bergrücken                          |           |              |    |

## Quelle
- Denkmalliste Landkreis Weimarer Land. (PDF; 929 kB) weimarerland.de